# Gyenesdiás, Zala
Gyenesdiás  este un sat în districtul Keszthely, județul Zala, Ungaria, având o populație de 3.472 de locuitori (2011). 

## Demografie
Componența etnică a satului Gyenesdiás
     Maghiari (91,43%)
     Germani (5,81%)
     Necunoscut (1,69%)
     Alții (1,08%)
Componența confesională a satului Gyenesdiás
     Romano-catolici (56,83%)
     Fără religie (11,12%)
     Reformați (3,49%)
     Luterani (2,3%)
     Necunoscută (24,91%)
     Alte religii (2,16%)
Conform recensământului din 2011, satul Gyenesdiás avea 3.472 de locuitori. Din punct de vedere etnic, majoritatea locuitorilor (91,43%) erau maghiari, cu o minoritate de germani (5,81%). Apartenența etnică nu este cunoscută în cazul a 1,69% din locuitori.  Din punct de vedere confesional, majoritatea locuitorilor (56,83%) erau romano-catolici, existând și minorități de persoane fără religie (11,12%), reformați (3,49%) și luterani (2,3%). Pentru 24,91% din locuitori nu este cunoscută apartenența confesională.